# Усольцев, Николай Анатольевич
Николай Анатольевич Усольцев (род. 15 мая 1957) — советский и российский игрок в хоккей с мячом, нападающий, мастер спорта СССР международного класса (1980).

## Карьера
Заниматься хоккеем с мячом начал в 1968 году в Кемерово в школе шахты «Северная».
В сезоне 1974/75 дебютировал за «Кузбасс», в котором провёл первые семь сезонов игровой карьеры.
В 1981 году перешёл в московское «Динамо», выступая за команду до 1989 года. В составе команды становится серебряным (1984, 1987, 1988) и бронзовым (1983, 1986) призёром чемпионатов СССР, обладателем Кубка СССР 1987 года. В 1988 году участвовал в первом Всесоюзном турнире по мини-хоккею, где стал серебряным призёром турнира (5 игр, 8 мячей).
В сезоне 1989/90 вновь выступал за «Кузбасс».
В чемпионатах СССР провёл 369 матчей, забил 281 мяч («Динамо» — 198, 154; «Кузбасс» — 171, 127). В Кубке СССР провёл 75 матчей, забил 82 мяча («Динамо» — 65, 73; «Кузбасс» — 10, 9).
В 1990 году продолжил игровую карьеру в Норвегии, где девять сезонов выступал за «Стабек». В составе команды стал многократным чемпионом Норвегии.
Сезон 1999/2000 провёл в составе клуба «Уллерн», представляющий высший дивизион чемпионата Норвегии.
Привлекался в сборную СССР, трёхкратный победитель Международного турнира на приз газеты «Советская Россия» (1978, 1980, 1982).
После окончания карьеры живёт в Норвегии.

## Достижения
«Динамо» (Москва)
 Серебряный призёр чемпионата СССР (3): 1983/84, 1986/87, 1987/88 

 Бронзовый призёр чемпионата СССР: 1985/86 

 Обладатель Кубка СССР: 1987 

 Финалист Кубка СССР (2): 1988, 1989 

 Финалист Кубка мира: 1987 

«Стабек»
 Чемпион Норвегии (5): 1993, 1994, 1995, 1996, 1997 

 Серебряный призёр чемпионата Норвегии: 1998 

 Бронзовый призёр Кубка европейских чемпионов (4): 1994, 1995, 1996, 1997 

Сборная СССР
 Победитель Международного турнира на приз газеты «Советская Россия» (3): 1978, 1980, 1982 

 Чемпион мира среди юниоров: 1976

### Личные
- В списке 22-х лучших игроков сезона (2): 1980, 1982

## Статистика выступлений

### Клубная
| Сезон     | Клуб               | Чемпионат | Чемпионат | Кубок | Кубок |
| Сезон     | Клуб               | И         | М         | И     | М     |
| --------- | ------------------ | --------- | --------- | ----- | ----- |
| 1974/1975 | Кузбасс (Кемерово) | 13        | 3         |       |       |
| 1975/1976 | Кузбасс (Кемерово) | 18        | 6         |       |       |
| 1976/1977 | Кузбасс (Кемерово) | 25        | 20        |       |       |
| 1977/1978 | Кузбасс (Кемерово) | 22        | 15        |       |       |
| 1978/1979 | Кузбасс (Кемерово) | 25        | 25        |       |       |
| 1979/1980 | Кузбасс (Кемерово) | 22        | 19        |       |       |
| 1980/1981 | Кузбасс (Кемерово) | 25        | 28        |       |       |
| 1981/1982 | Динамо (Москва)    | 26        | 21        |       |       |
| 1982/1983 | Динамо (Москва)    | 26        | 13        | 9     | 3     |
| 1983/1984 | Динамо (Москва)    | 26        | 28        | 9     | 16    |
| 1984/1985 | Динамо (Москва)    | 26        | 15        | 9     | 10    |
| 1985/1986 | Динамо (Москва)    | 26        | 17        | 9     | 9     |
| 1986/1987 | Динамо (Москва)    | 26        | 21        | 12    | 16    |
| 1987/1988 | Динамо (Москва)    | 22        | 19        | 12    | 13    |
| 1988/1989 | Динамо (Москва)    | 20        | 21        | 5     | 6     |
| 1989/1990 | Кузбасс (Кемерово) | 21        | 10        | 10    | 9     |
| Всего     | 16 сезонов         | 369       | 281       | 75    | 82    |

### В сборной СССР
| Сезон   | Игры | Мячи |
| ------- | ---- | ---- |
| 1977/78 | 2    | -    |
| 1979/80 | 3    | -    |
| 1981/82 | 4    | -    |
| 1982/83 | 1    | -    |
| Всего   | 10   | -    |

| 1  | Кемерово  | 24 февраля 1978 | Норвегия            | 6:1  | -  | Приз газеты Советская Россия |
| 2  | Кемерово  | 28 февраля 1978 | Швеция              | 6:4  | -  | Приз газеты Советская Россия |
| 3  | Варкаус   | 8 января 1980   | Финляндия           | 9:1  | -  | Товарищеский матч            |
| 4  | Сурте     | 13 января 1980  | Швеция              | 6:2  | -  | Товарищеский матч            |
|    | Чёпинг    | 13 января 1980  | Швеция (молодёжная) | 5:2  | 32 | Товарищеский матч            |
|    | Сыктывкар | 1 февраля 1980  | Коми АССР           | 8:2  | -  | Приз газеты Советская Россия |
| 5  | Сыктывкар | 3 февраля 1980  | Финляндия           | 6:1  | -  | Приз газеты Советская Россия |
| 6  | Порво     | 12 января 1982  | Финляндия           | 7:2  | -  | Товарищеский матч            |
| 7  | Вестерос  | 15 января 1982  | Швеция              | 5:4  | -  | Товарищеский матч            |
| 8  | Несшё     | 17 января 1982  | Швеция              | 3:4  | -  | Товарищеский матч            |
|    | Мутала    | 18 января 1982  | Швеция (молодёжная) | 3:4  | -  | Товарищеский матч            |
| 9  | Сыктывкар | 7 февраля 1982  | Финляндия           | 4:2  | -  | Приз газеты Советская Россия |
|    | Москва    | 25 марта 1982   | Болтик (Швеция)     | 4:4  | -  | Товарищеский матч            |
| 10 | Москва    | 8 октября 1982  | Финляндия           | 11:2 | -  | Товарищеский матч            |

Итого: 10 матчей / 0 мячей; 9 побед, 0 ничьих, 1 поражение.

### Комментарии
1. ↑  Количество игр и голов за клуб(ы) в высшем дивизионе чемпионатов СССР